# Julia Montgomery
Julia Montgomery (n. 2 iulie 1960, Kansas City, Missouri, SUA) este o actriță americană de film și televiziune. Ea a intrat în atenția publicului pentru rolul Samantha Vernon din telenovela One Life to Live (1977–1980). Ulterior, a apărut în filmul slasher Girls Nite Out (1982), apoi a jucat rolul Betty Childs în filmul de comedie Răzbunarea tocilarilor (1984). Montgomery a reluat rolul lui Betty în a treia și a patra continuare a filmului (1992–1994).

## Biografie
Julia Montgomery s-a născut pe 2 iulie 1960 în Kansas City, Missouri. Primul ei rol a fost Samantha Vernon din telenovela One Life to Live, care a fost difuzat în perioada 1976–1981. Cel mai cunoscut rol a fost Betty Childs din filmul de comedie de succes Răzbunarea tocilarilor (1984); ea a reluat acest rol în filmele de televiziune Revenge of the Nerds III: The Next Generation (1992) și Revenge of the Nerds IV: Nerds in Love (1994). Julia Montgomery a jucat, de asemenea, rolul dr. Sally Arthur, M.D. în Earth Star Voyager (1988) și a apărut în filmele de comedie Up the Creek (1984) și Stewardess School (1986) și în filmele de groază Girls Nite Out (1982) și The Kindred (1987).
Montgomery a apărut în mai multe seriale de televiziune precum Columbo, Magnum PI, Telefonul de la miezul nopții, Full House, Cheers și The Honorable Woman.

## Filmografie

### Filme de cinema
| An   | Titlu                                         | Rol                | Obs.                        | Ref.  |
| ---- | --------------------------------------------- | ------------------ | --------------------------- | ----- |
| 1981 | Senior Trip                                   | Marlene            |                             | [ 3 ] |
| 1982 | Girls Nite Out                                | Lynn Connors       |                             | [ 3 ] |
| 1984 | Up the Creek                                  | Lisa               | Menționată Julie Montgomery | [ 3 ] |
| 1984 | Anatomy of an Illness                         | Candis             | Menționată Julie Montgomery |       |
| 1984 | Revenge of the Nerds                          | Betty Childs       | Menționată Julie Montgomery | [ 3 ] |
| 1984 | Nickel Mountain                               | Asistenta medicală | Menționată Julie Montgomery |       |
| 1986 | Stewardess School                             | Pimmie Polk        |                             | [ 6 ] |
| 1987 | The Kindred                                   | Cindy Russell      |                             | [ 6 ] |
| 1988 | South of Reno                                 | Susan              |                             | [ 3 ] |
| 1988 | Savage Justice                                | Sarah              |                             | [ 3 ] |
| 1989 | Black Snow                                    | Lindsay Deveraux   |                             | [ 6 ] |
| 1992 | Stop! Or My Mom Will Shoot                    | Secretara          |                             | [ 6 ] |
| 1992 | Revenge of the Nerds III: The Next Generation | Betty Skolnick     |                             | [ 3 ] |
| 1994 | Revenge of the Nerds IV: Nerds in Love        | Betty Skolnick     |                             | [ 3 ] |
| 1994 | Milk Money                                    | Mama lui Stacey    |                             | [ 3 ] |
| 2012 | A Green Story                                 | Clienta            |                             |       |
| 2013 | Sharp                                         | Kaitlin Withrow    |                             |       |
| 2015 | Intervention                                  | Mama               | Scurtmetraj                 |       |
| 2016 | Altered Reality                               | Hope               |                             |       |
| 2016 | Appetence                                     | dna Rose           | Scurtmetraj                 |       |
| 2019 | One Hot Day                                   | Victoria           | Scurtmetraj                 |       |

### Filme de televiziune
| An              | Titlu                       | Rol                | Obs.                                    | Ref.  |
| --------------- | --------------------------- | ------------------ | --------------------------------------- | ----- |
| 1976–1981, 1987 | One Life to Live            | Samantha Vernon    | Rol principal                           |       |
| 1985            | Remington Steele            | Lorraine Maywood   | Episod: „Coffee, Tea or Steele”         |       |
| 1986            | Magnum, P.I.                | Lydia McCarthy     | Episod: „Find Me a Rainbow”             |       |
| 1986            | Murder, She Wrote           | Alexandra Bell     | Episod: „Dead Man's Gold”               |       |
| 1986            | Who's the Boss?             | Casey Fryman       | Episod: „Older Than Springtime”         | [ 6 ] |
| 1988            | The Magical World of Disney | Sally Arthur, M.D. | Episod: „Earth Star Voyager”            |       |
| 1988            | In the Heat of the Night    | Elmyra Carroway    | Episod: „A Necessary Evil”              |       |
| 1988            | Midnight Caller             | Kelly West         | Episod: „After it Happened”             |       |
| 1989            | Hunter                      | Dana Lynch         | Episod: „Partners”                      |       |
| 1989            | Columbo                     | Cindy              | Episod: „Sex and the Married Detective” | [ 6 ] |
| 1990            | Full House                  | Steph adultă       | Episod: „Those Better Not Be the Days”  | [ 6 ] |
| 1992            | Cheers                      | Ellen              | Episod: „The Beer is Always Greener”    |       |
| 1993            | Reasonable Doubts           | Tina Cassidy       | Episod: „Sister, Can You Spare a Dime?” |       |
| 2013            | Busted Roots                | Lillie             | Episodul pilot                          |       |
| 2016            | Dadly                       | Mama cu copiii     | Episod: „Playdate”                      |       |
| 2022            | The Young and the Restless  | Tanya              | Un episod; difuzat la 23 martie 2022    |       |